# Kocourka
Kocourka je bývalá usedlost v Praze 6-Střešovicích. Je po ní pojmenovaná ulice Na Kocourkách a celá jižní stráň za Velkým Břevnovem až k zaniklé usedlosti Andělka. Pro celou oblast včetně zástavby na severní stráni byl roku 1838 stanoven úřední název Malé Střešovice, lidově zvané Střešovičky.

## Historie
Viniční usedlost se dochovala v podobě z druhé poloviny 18. století a nad vchodem má i původní číslo popisné 6. Je zachycena na pohledu na Prahu od Folperta van Ouden Allen z roku 1685. Dům pravděpodobně vznikl ještě před koncem 16. století a až do roku 1784 stál v těchto místech jako samota. Druhým domem postaveným v okolí byl dům s číslem popisným 16.